# Zagłębiowska Nagroda „Humanitas”
Zagłębiowska Nagroda „Humanitas” – nagroda przyznawana od 2006 roku w kategorii promocyjnej i honorowej osobom i instytucjom, które swoją działalnością przyczyniają się do promowania Zagłębia Dąbrowskiego, umacniania lokalnej tożsamości i tworzenia fundamentów społeczeństwa obywatelskiego. Inicjatorem konkursu jest Wyższa Szkoła Humanitas w Sosnowcu. Laureatów wyróżnienia wyłania Kapituła Zagłębiowskiej Nagrody „Humanitas”, złożona z przedstawicieli samorządu województwa, samorządu gmin i powiatów Zagłębia, Wyższej Szkoły Humanitas w Sosnowcu oraz innych instytucji naukowych regionu.

## Dotychczasowi Laureaci
2006
- w kategorii promocyjnej Agencja Rozwoju Lokalnego w Sosnowcu
- w kategorii honorowej Jacek Wódz

2007
- w kategorii promocyjnej Teatr Dzieci Zagłębia im. Jana Dormana w Będzinie
- w kategorii honorowej Włodzimierz Wójcik

2008
- w kategorii promocyjnej Miejska Biblioteka Publiczna im. Gustawa Daniłowskiego w Sosnowcu
- w kategorii honorowej Jacek Jania

2009
- w kategorii promocyjnej Teatr Zagłębia w Sosnowcu
- w kategorii honorowej Maria Pulinowa

2010
- w kategorii promocyjnej Pałac Kultury Zagłębia
- w kategorii honorowej ks. Paweł Sobierajski
- nagroda specjalna Grzegorz Dolniak – pośmiertnie

2011
- w kategorii promocyjnej Zespół Szkół Specjalnych nr 4 w Sosnowcu
- w kategorii honorowej Jacek Cygan

2012
- w kategorii promocyjnej Fundacja im. Jana Kiepury w Sosnowcu
- w kategorii honorowej Adam Jarosz
- nagroda nadzwyczajna Ludwik Kasprzyk – m.in. współzałożyciel i prezes Fundacji im. Jana Kiepury - pośmiertnie

2013
- w kategorii promocyjnej Fundacja Brama Cukermana w Będzinie
- w kategorii honorowej Zbigniew Białas

2014
- w kategorii promocyjnej Młodzieżowy Dom Pracy Twórczej w Dąbrowie Górniczej
- w kategorii honorowej (ex aequo) Czesław Kupisiewicz oraz Dariusz Rott